# 2010년 상무 피닉스 야구단 시즌
2010년 상무 피닉스 야구단 시즌은 상무 피닉스 야구단의 27번째 시즌으로, 육군 야구단, 육군 경리단 시절까지 합하면 58번째 시즌이다. 팀이 KBO 퓨처스리그에 참가한 10번째 시즌이기도 하다. 김정택 감독이 팀을 이끈 29번째 시즌이며, 팀은 5팀 중 북부리그 1위, 10팀 중 승률 1위에 올랐다.

## 타이틀
- 대륙간컵 국가대표: 김정택(감독), 김강률, 임준혁, 진해수, 김재환, 이지영, 최주환
- 사이클링 히트: 김재환 (역대 15, 16호)
- 타율: 최주환 (0.382)
- 타석: 최주환 (470)
- 득점: 최주환 (104)
- 안타: 최주환 (151)
- 2루타: 김재환 (32)
- 3루타: 최주환 (11)
- 홈런: 최주환 (24)
- 타점: 김재환 (101)
- 장타율: 최주환 (0.686)
- 출루율: 최주환 (0.460)
- 최소 삼진: 이지영 (17)
- 평균자책점: 임준혁 (2.90)
- 출장(투수): 진해수 (50)
- 다승: 임준혁, 장진용 (15)
- 홀드: 진해수 (11)
- 이닝: 임준혁 (164.2)
- 탈삼진: 임준혁 (135)
- 북부리그 승률: 장진용 (0.833)

## 선수단
- 선발투수: 최진호, 임준혁, 장진용, 김기태, 윤길현
- 구원투수: 진해수, 조용훈, 강성민, 장시환, 윤찬수, 이창호, 이상훈
- 마무리투수: 박민석, 김강률, 김영수
- 포수: 김재환, 이지영, 이동훈, 정범모
- 내야수: 최주환, 김주형, 김경모, 김성현, 모상기, 지석훈, 박진영, 김동영
- 외야수: 정의윤, 이호신, 김정혁, 김문호, 박헌도, 홍순민, 윤정호

## 같이 보기
- 2011년 상무 피닉스 야구단 시즌
- 2012년 고양 원더스 시즌